# Hodogaya en la Tōkaidō
Hodogaya en la Tōkaidō (東海道保土ケ谷 Tōkaidō Hodogaya?) es una estampa japonesa de estilo ukiyo-e del artista Katsushika Hokusai, producida entre 1830 y 1832. Es parte de la célebre serie Treinta y seis vistas del monte Fuji, del final del período Edo. La imagen retrata a unos viajeros que transitan la ruta Tōkaidō, la principal vía que conectaba Edo (la actual Tokio) y Kioto.

## Contexto
Hodogaya, que en la actualidad nombra a uno de los barrios de Yokohama, es una de las cincuenta y tres estaciones del camino Tōkaidō. Se encuentra entre la provincia de Musashi, donde pertenece Edo, y Sagami, al oeste. Desde este punto se contaba que los viajeros que se dirigían al oeste sentían finalmente haber dejado atrás la ciudad de Edo, puesto que Hodogaya se caracteriza por su ruta más natural, flanqueada por pinos. Cuando se recorre a pie una travesía cercana a una gran montaña, es común la sensación de que el avance se frena ante la abrumadora inmovilidad del monte, que parece que siempre estará acechando, «esta sensación se expresa líricamente en esta impresión». El carácter estático del Fuji queda enfatizado con el contraste del ritmo suave de la hilera de pinos y el paso de arrastre de los transeúntes.

## Descripción
La escena probablemente se ubica entre Gondazaka y Shinanozaka, colinas en el límite de las provincias de Musashi y Sagami. El monte Fuji está enmarcado por una hilera de viejos pinos, que servían de sombra para el alivio de los viajeros. El estilo de Hokusai queda patente en la forma única de estos árboles, que se pintaron como si fueran «celosías en la composición». La impresión posee el esquema de color típico de la serie, que mantiene al mínimo: dos tonalidades de azul, dos de verde y un marrón rosado. Estos elementos se distribuyen de forma uniforme, lo que crea equilibro en la escena.
En primer plano están los viajeros típicos que transitan las principales carreteras: a la izquierda, dos hombres que cargan un palanquín están descansando después de haber cruzado la colina; desde la derecha, un juglar con un sombrero de bambú que cubre su rostro, un jinete de caballos de carga dirigido por un mozo de cuadra y una mujer en el palanquín. Mientras un portador se ata la sandalia, el otro se seca el sudor. En tanto el resto de viandantes se encuentran absortos en sus tareas, el novio está interesado en el monte Fuji, que incluso parece señalar con su vara. El jinete está sentado a horcajadas sobre su corcel, que tiene la cabeza y la cola gachas: esta composición triangular traza un paralelismo con la silueta de la montaña.